# Oficina de las Naciones Unidas contra el Terrorismo
La Oficina de las Naciones Unidas contra el Terrorismo (ONUCT) es un organismo operacional de la Organización de las Naciones Unidas, cuyo propósito es «brindar a los Estados miembros el apoyo que necesitan en materia de políticas y el conocimiento profundo de la Estrategia Global de las Naciones Unidas contra el Terrorismo y, cuando es necesario, acelera la prestación de asistencia técnica».

## Creación
La Oficina de Naciones Unidas contra el Terrorismo fue aprobada por Resolución de la Asamblea General el 15 de junio de 2017, con el consenso de los 193 miembros de la ONU. La creación de la oficina fue también aplaudida por secretario general de las Naciones Unidas, António Guterres, quien había propuesto previamente transferir ciertas funciones del Departamento de Asuntos Políticos (DPA), incluyendo el Grupo de Trabajo  contra el Terrorismo y el Centro contra el Terrorismo de Naciones Unida a esta nueva Oficina.
Según el portavoz del secretario general de las Naciones Unidas Stephane Dujarric, el secretario general dio la bienvenida a la adopción de la resolución de la Asamblea General, ya que «se sumó a su propuesta de establecer una nueva oficina de la ONU contra el terrorismo. El secretario general considera la lucha contra el terrorismo y la prevención del extremismo violento como unas de las mayores prioridades de las Naciones Unidas contra una amenaza creciente para la seguridad y la paz internacionales. Por tanto, espera que esta reforma contribuya a los esfuerzos más amplios de la ONU para promover la prevención de conflictos, el desarrollo y la paz sostenibles».

## Objetivos
- Proporcionar liderazgo en los mandatos de lucha contra el terrorismo de la Asamblea General confiados al secretario general en todo el sistema de las Naciones Unidas.
- Mejorar la coordinación y la coherencia entre las entidades del Pacto de Coordinación Global contra el Terrorismo para garantizar la implementación equilibrada de los cuatro pilares de la Estrategia Global contra el Terrorismo de las Naciones Unidas.
- Fortalecer la prestación de asistencia de las Naciones Unidas para el fomento de la capacidad de lucha contra el terrorismo a los Estados miembros.
- Mejorar la visibilidad, la promoción y la movilización de recursos para los esfuerzos de las Naciones Unidas contra el terrorismo.
- Garantizar que se dé la debida prioridad a la lucha contra el terrorismo en todo el sistema de las Naciones Unidas y que la importante labor de prevención del extremismo violento esté firmemente arraigada en la estrategia.

## Funcionamiento
La Asamblea General de la ONU establece las prioridades de la UNOCT a través de las resoluciones de la revisión bienal de la Estrategia Global contra el Terrorismo de la ONU. La oficina trabaja en estrecha colaboración con los Estados miembros de la ONU, las entidades de la ONU, la sociedad civil, las organizaciones internacionales y regionales, el mundo académico y otras partes interesadas para fortalecer las asociaciones existentes y desarrollar nuevas para prevenir y combatir el terrorismo de manera eficaz.

## Estructura

### Órganos de gobierno
La ONUCT se estructura en los siguientes órganos de gobierno:
- Secretario general adjunto para la Lucha contra el Terrorismo (en la actualidad, Vladímir Voronkov), que realiza simultáneamente las funciones de director ejecutivo del Centro de las Naciones Unidas contra el Terrorismo (CNULCT) y la copresidencia del Comité de Coordinación del Pacto Mundial de Coordinación de la Lucha Antiterrorista de las Naciones Unidas.
- Equipo Superior de Gestión, que se encarga de la gestión estratégica y la coordinación de todas las actividades de la oficina y supervisa la aplicación de las decisiones adoptadas por el secretario general adjunto.
- Junta de Revisión de Programas, que se encarga del control y la garantía de calidad de los programas y proyectos propuestos; la supervisión de los proyectos en curso; y la finalización de los proyectos financiados por el Fondo Fiduciario para la Lucha contra el Terrorismo. La Junta de Examen del Programa asesora y formula recomendaciones al secretario general adjunto sobre la armonización de las propuestas con la Estrategia Global de las Naciones Unidas contra el Terrorismo, los mandatos de la Asamblea General y el Consejo de Seguridad, las políticas, normas y reglamentos de las Naciones Unidas, y las directrices, orientaciones y procedimientos operativos estándar de la Oficina de Lucha Contra el Terrorismo.

### Dependencias orgánicas
- Oficina del secretario general adjunto para la Lucha contra el Terrorismo.
- Centro de las Naciones Unidas de Lucha contra el Terrorismo (CNULCT).
- Subdivisión de Proyectos Especiales e Innovación.
- Subdivisión de Políticas, Gestión del Conocimiento y Coordinación.
- Sección de Planificación Estratégica y Apoyo a los Programas.